# Ondas de Kondratiev

Um desenho esquemático aproximado que mostra os ciclos de crescimento da economia mundial ao longo do tempo de acordo com a teoria Kondratiev

Na economia, as ondas de Kondratiev (também chamadas de superciclos, grandes ondas, ondas longas, ondas K ou ciclo econômico longo ) são fenômenos hipotéticos semelhantes aos de um ciclo na economia mundial moderna.
Afirma-se que o período de uma onda varia de quarenta a sessenta anos, os ciclos consistem em intervalos alternados de alto crescimento setorial e intervalos de crescimento relativamente lento.
A teoria das ondas longas não é aceita pela maioria dos economistas acadêmicos. Entre os economistas que o aceitam, há uma falta de acordo sobre a causa das ondas e os anos de início e fim de ondas específicas. Entre os críticos da teoria, o consenso geral é que ela envolve o reconhecimento de padrões que podem não existir.

## História do conceito
O economista soviético Nikolai Kondratiev (também escrito Kondratieff ou Kondratyev) foi o primeiro a trazer essas observações à atenção internacional em seu livro The Major Economic Cycles (1925), ao lado de outras obras escritas na mesma década. Em 1939, Joseph Schumpeter sugeriu nomear os ciclos de "ondas de Kondratieff" em sua homenagem.
Dois economistas holandeses, Jacob van Gelderen e Salomon de Wolff, haviam argumentado anteriormente sobre a existência de ciclos de 50 a 60 anos em 1913 e 1924, respectivamente.
Desde o início da teoria, vários estudos expandiram a gama de ciclos possíveis, encontrando ciclos mais longos ou mais curtos nos dados. O estudioso marxista Ernest Mandel reviveu o interesse pela teoria das ondas longas com seu ensaio de 1964 prevendo o fim do "longo boom" após cinco anos e em suas palestras de Alfred Marshall em 1979. No entanto, na teoria de Mandel não existem "ciclos" longos, apenas épocas distintas de crescimento mais rápido e mais lento, abrangendo 20-25 anos. 
Em 1990, William Thompson, da Universidade de Indiana, publicou artigos e livros influentes documentando dezoito ondas K que datam de 930 DC na Dinastia Song da China; e Michael Snyder escreveram: "as teorias do ciclo econômico permitiram que alguns analistas previssem corretamente o momento das recessões, picos do mercado de ações e quedas do mercado de ações nas últimas décadas".
O historiador Eric Hobsbawm também escreveu sobre a teoria: "Que boas previsões se provaram possíveis com base nas Ondas Longas de Kondratiev - isso não é muito comum em economia - convenceu muitos historiadores e até mesmo alguns economistas de que há algo nelas, mesmo que não sabemos o quê ".

## Características do ciclo
Kondratiev identificou três fases do ciclo, ou seja, expansão, estagnação e recessão. Mais comum hoje é a divisão em quatro períodos com um ponto de inflexão (colapso) entre a primeira e a segunda fases.
Escrevendo na década de 1920, Kondratiev propôs aplicar a teoria ao século XIX:
- 1790-1849, com um ponto de viragem em 1815.
- 1850-1896, com um ponto de viragem em 1873.
- Kondratiev supôs que em 1896 um novo ciclo tivesse começado.

O longo ciclo supostamente afeta todos os setores de uma economia. Kondratiev centrou-se nos preços e nas taxas de juro, vendo a fase ascendente caracterizada por um aumento dos preços e taxas de juro baixas, enquanto a outra fase consiste numa diminuição dos preços e taxas de juro elevadas. A análise subsequente concentrou-se na produção.

## Explicações do ciclo

### Causa e efeito
Compreender a causa e o efeito das ondas de Kondratiev é uma ferramenta e discussão acadêmica útil. Ondas de Kondratiev apresentam causas e efeitos de eventos recorrentes comuns em economias capitalistas ao longo da história. Embora o próprio Kondratiev fizesse pouca diferenciação entre causa e efeito, pontos óbvios emergem intuitivamente.
As causas documentadas pelas ondas Kondratiev incluem principalmente desigualdade, oportunidade e liberdades sociais; embora muito frequentemente, muito mais discussão seja feita sobre os efeitos notáveis dessas causas também. Os efeitos são bons e ruins e incluem, para citar apenas alguns, avanço tecnológico, taxas de natalidade e revoluções / populismo - e as causas que contribuem para a revolução que podem incluir racismo, intolerância política ou religiosa, liberdades e oportunidades fracassadas, taxas de encarceramento, terrorismo e semelhantes .
Quando a desigualdade é baixa e as oportunidades estão facilmente disponíveis, as decisões pacíficas e morais são preferidas e a "Vida Boa" de Aristóteles é possível (os americanos chamam a vida boa de "o sonho americano "). A oportunidade criou a inspiração simples e a genialidade para o Mayflower Compact, por exemplo. O pós-Segunda Guerra Mundial e os anos 1850 pós-corrida do ouro na Califórnia foram tempos de grandes oportunidades, baixa desigualdade e isso resultou em um avanço tecnológico industrial sem precedentes também. Por outro lado, quando o pânico econômico global de 1893 não foi sanado com políticas governamentais de distribuição de riqueza suficientes, uma dúzia de grandes revoluções possam ter resultado num efeito que agora chamamos de Primeira Guerra Mundial Poucos argumentariam que a Segunda Guerra Mundial também começou em resposta às tentativas fracassadas de criar políticas governamentais de apoio a oportunidades econômicas durante a Grande Depressão de 1929 e o Tratado de Versalhes da Primeira Guerra Mundial.

### Teoria da inovação tecnológica
De acordo com a teoria da inovação, essas ondas surgem do amontoado de inovações básicas que lançam revoluções tecnológicas que, por sua vez, criam setores industriais ou comerciais líderes. As idéias de Kondratiev foram adotadas por Joseph Schumpeter na década de 1930. A teoria levantou a hipótese da existência de ciclos macroeconômicos e de preços de muito longo prazo, originalmente estimados em 50-54 anos.
Nas últimas décadas, houve um progresso considerável na economia histórica e na história da tecnologia, e numerosas investigações sobre a relação entre inovação tecnológica e ciclos econômicos. Alguns dos trabalhos envolvendo pesquisa e tecnologia de ciclo longo incluem Mensch (1979), Tylecote (1991), o Instituto Internacional de Análise de Sistemas Aplicados (IIASA) (Marchetti, Ayres), Freeman e Louçã (2001), Andrey Korotayev e Carlota Perez .
Perez (2002) coloca as fases em uma curva logística ou S, com os seguintes rótulos: o início de uma era tecnológica como irrupção, a ascensão como frenesi, a rápida construção como sinergia e a conclusão como maturidade.

### Teoria demográfica
Porque as pessoas têm padrões de gastos bastante típicos ao longo de seu ciclo de vida, como gastos com educação, casamento, compra do primeiro carro, compra da primeira casa, compra de uma casa melhor, período máximo de ganhos, poupança para aposentadoria e a própria aposentadoria, anomalias demográficas como "baby booms" e "baby busts" exercem uma influência bastante previsível na economia por um longo período de tempo. Harry Dent escreveu extensivamente sobre demografia e ciclos econômicos. Tylecote (1991) dedicou um capítulo à demografia e ao longo ciclo.

### Especulação de terras
Georgistas como Mason Gaffney, Fred Foldvary e Fred Harrison argumentam que a especulação imobiliária é a força motriz por trás do ciclo de expansão e retração. A terra é um recurso finito necessário para toda a produção e eles afirmam que, como os direitos de uso exclusivos são negociados, isso cria bolhas especulativas que podem ser exacerbadas por empréstimos e empréstimos excessivamente zelosos. Já em 1997, vários Georgistas previram que a próxima queda ocorreria em 2008.

### Deflação da dívida
A deflação da dívida é uma teoria dos ciclos econômicos que afirma que as recessões e depressões são devidas ao nível geral de redução (deflação) da dívida. Portanto, o ciclo de crédito é a causa do ciclo econômico.
A teoria foi desenvolvida por Irving Fisher após o Crash de Wall Street em 1929 e a Grande Depressão que se seguiu. A deflação da dívida foi amplamente ignorada em favor das idéias de John Maynard Keynes na economia keynesiana, mas tem desfrutado de um ressurgimento de interesse desde a década de 1980, tanto na economia convencional quanto na escola heterodoxa da economia pós-keynesiana e foi subsequentemente desenvolvida por economistas pós-keynesianos como Hyman Minsky e Steve Keen .

## Modificações modernas da teoria Kondratiev
A desigualdade parece ser o impulsionador mais óbvio das ondas Kondratiev, mas algumas pesquisas também apresentaram uma explicação tecnológica e do ciclo de crédito.
Existem várias versões de cronometragem modernas do ciclo, embora a maioria seja baseada em uma de duas causas: uma na tecnologia e outra no ciclo de crédito .
Além disso, existem várias versões dos ciclos tecnológicos e são melhor interpretados usando curvas de difusão das principais indústrias. Por exemplo, as ferrovias só começaram na década de 1830, com crescimento constante nos 45 anos seguintes. Foi depois da introdução do aço Bessemer que as ferrovias tiveram suas maiores taxas de crescimento. No entanto, esse período é geralmente denominado idade do aço. Medida pelo valor agregado, a indústria líder nos Estados Unidos de 1880 a 1920 foi a de maquinário, seguida por ferro e aço.
Qualquer influência da tecnologia durante o ciclo que começou na Revolução Industrial pertence principalmente à Inglaterra. Os EUA eram produtores de commodities e foram mais influenciados pelos preços das commodities agrícolas. Houve um ciclo de preços de commodities baseado no aumento do consumo, causando oferta restrita e preços crescentes. Isso permitiu que novas terras a oeste fossem compradas e, após quatro ou cinco anos, serem desmatadas e estar em produção, baixando os preços e causando uma depressão como em 1819 e 1839. Na década de 1850, os EUA estavam se industrializando.
Os ciclos tecnológicos podem ser rotulados da seguinte forma:
- Revolução Industrial (1771)
- Era do Vapor e das Ferrovias (1829)
- Era do aço e engenharia pesada (1875)
- Era do petróleo, eletricidade, automóvel e produção em massa (1908)
- Era da Informação e Telecomunicações (1971)

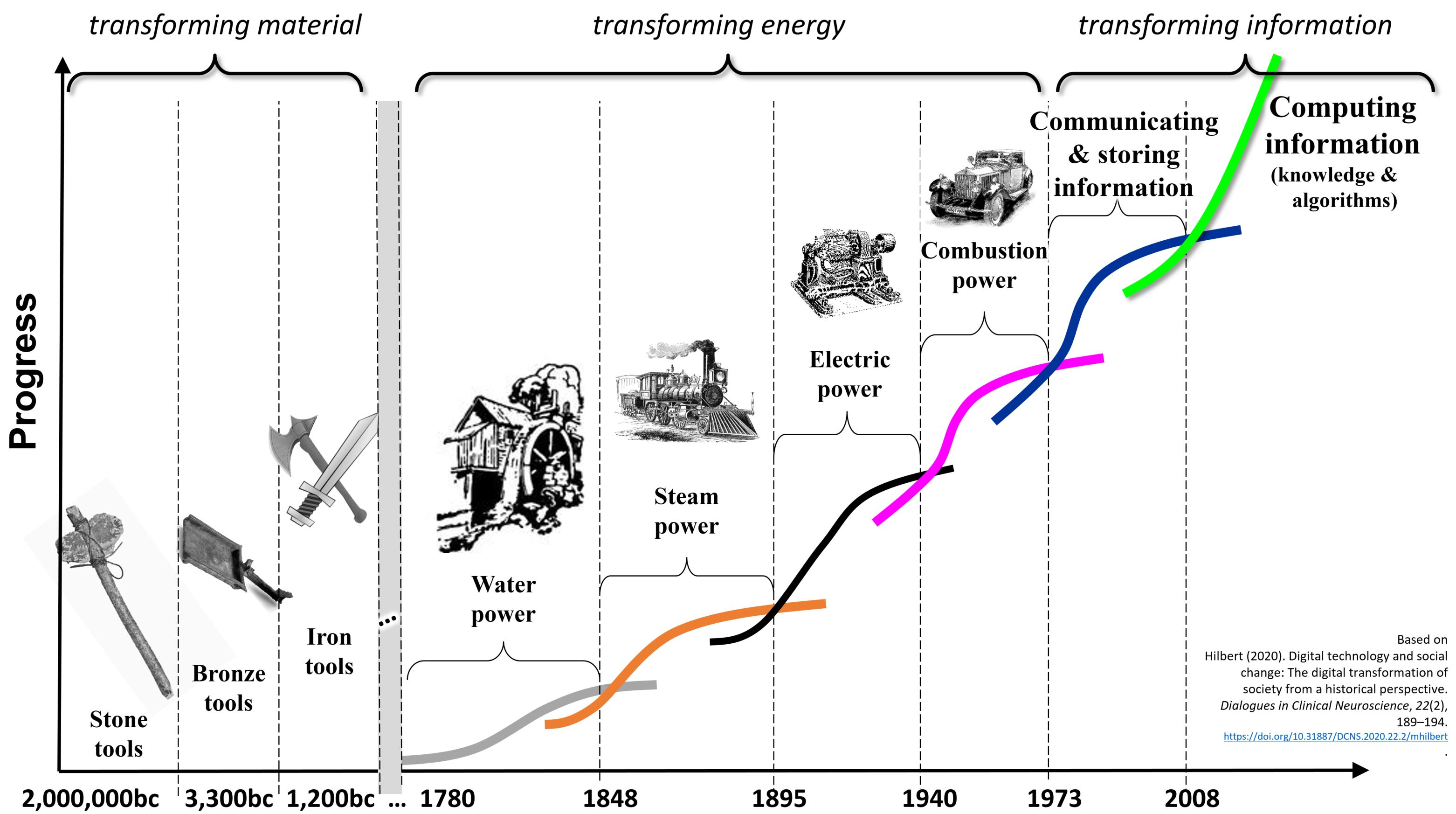

Alguns argumentam que essa lógica pode ser estendida. O costume de classificar os períodos de desenvolvimento humano por sua tecnologia dominante certamente foi emprestado dos historiadores, começando com a idade da pedra . Incluindo aqueles, autores distinguem três diferentes meta-paradigmas de longo prazo, cada um com diferentes ondas longas. O primeiro focava na transformação de materiais, incluindo pedra, bronze e ferro . A segunda, muitas vezes chamada de revoluções industriais, era dedicada à transformação de energia, incluindo água, vapor, elétrica e motor de combustão. Por fim, o meta-paradigma mais recente visa transformar a informação. Tudo começou com a proliferação da comunicação e dos dados armazenados e agora entrou na era dos algoritmos, que visa criar processos automatizados para converter as informações existentes em conhecimento acionável.
Vários artigos sobre a relação entre tecnologia e economia foram escritos por pesquisadores do International Institute for Applied Systems Analysis (IIASA). Uma versão concisa dos ciclos de Kondratiev pode ser encontrada no trabalho de Robert Ayres (1989), no qual ele dá uma visão geral histórica das relações das tecnologias mais significativas. Cesare Marchetti publicou sobre as ondas Kondretiev e sobre a difusão de inovações. O livro de Arnulf Grübler (1990) dá um relato detalhado da difusão de infraestruturas, incluindo canais, ferrovias, rodovias e companhias aéreas, com descobertas de que as principais infraestruturas têm pontos médios espaçados no tempo correspondendo a comprimentos de onda K de 55 anos, com ferrovias e rodovias tomando quase um século para ser concluído. Grübler dedica um capítulo à longa onda econômica. Em 1996, Giancarlo Pallavicini publicou a relação entre a longa onda de Kondratiev e a tecnologia da informação e comunicação.
Korotayev et al. recentemente empregou a análise espectral e afirmou que ela confirmava a presença de ondas de Kondratiev na dinâmica do PIB mundial em um nível aceitável de significância estatística. Korotayev et al. também detectou ciclos de negócios mais curtos, datando os Kuznets para cerca de 17 anos e chamando-os de terceiro harmônico do Kondratiev, o que significa que há três ciclos de Kuznets por Kondratiev.
Leo A. Nefiodow mostra que o quinto Kondratieff terminou com a crise econômica global de 2000-2003, enquanto o novo sexto Kondratieff começou simultaneamente. De acordo com Leo A. Nefiodow, o portador deste novo longo ciclo será a saúde em um sentido holístico - incluindo seus aspectos físicos, psicológicos, mentais, sociais, ecológicos e espirituais; as inovações básicas do sexto Kondratieff são "saúde psicossocial" e "biotecnologia".
Mais recentemente, o físico e cientista de sistemas Tessaleno Devezas apresentou um modelo causal para o fenômeno de ondas longas baseado em um modelo de aprendizado de geração e um comportamento dinâmico não linear de sistemas de informação. Em ambos os trabalhos, uma teoria completa é apresentada contendo não apenas a explicação para a existência de ondas K, mas também e pela primeira vez uma explicação para o tempo de uma onda K (≈60 anos = duas gerações).
Uma modificação específica da teoria dos ciclos de Kondratieff foi desenvolvida por Daniel Šmihula. Šmihula identificou seis ondas longas na sociedade moderna e na economia capitalista, cada uma das quais foi iniciada por uma revolução tecnológica específica: 
- 1 Onda da revolução financeiro-agrícola (1600–1780)
- 2 Onda da revolução industrial (1780-1880)
- 3 - Onda da revolução técnica (1880-1940)
- 4 - Onda da revolução técnico-científica (1940-1985)
- 5 Onda da revolução da informação e das telecomunicações (1985-2015)
- 6 Onda hipotética da revolução tecnológica pós-informacional (Internet das coisas / transição de energias renováveis?) (2015-2035? )

Ao contrário de Kondratieff e Schumpeter, Šmihula acreditava que cada novo ciclo é mais curto do que seu antecessor. Sua ênfase principal é colocada no progresso tecnológico e nas novas tecnologias como fatores decisivos para qualquer desenvolvimento econômico de longo prazo. Cada uma dessas ondas tem sua fase de inovação, que é descrita como uma revolução tecnológica e uma fase de aplicação na qual o número de inovações revolucionárias cai e a atenção se concentra em explorar e estender as inovações existentes. Assim que uma inovação ou uma série de inovações se torna disponível, torna-se mais eficiente investir em sua adoção, extensão e uso do que na criação de novas inovações. Cada onda de inovações tecnológicas pode ser caracterizada pela área em que ocorreram as mudanças mais revolucionárias ("setores líderes").
Cada onda de inovações dura aproximadamente até que os lucros da nova inovação ou setor caiam para o nível de outros setores mais antigos e tradicionais. É uma situação em que a nova tecnologia, que originalmente aumentava a capacidade de utilizar novas fontes da natureza, atingiu seus limites e não é possível superar esse limite sem a aplicação de outra nova tecnologia .
Para o fim de uma fase de aplicação de qualquer onda, há uma típica crise econômica e estagnação econômica . A crise financeira de 2007-2008 é o resultado do fim da "onda da revolução tecnológica da informação e das telecomunicações". Alguns autores começaram a prever qual poderia ser a sexta onda, como James Bradfield Moody e Bianca Nogrady, que previram que ela será impulsionada pela sustentabilidade . Por outro lado, o próprio Šmihula considera as ondas de inovações tecnológicas durante a era moderna (após 1600 DC) apenas como parte de uma "cadeia" muito mais longa de revoluções tecnológicas que remontam à era pré-moderna. Isso significa que ele acredita que podemos encontrar longos ciclos econômicos (análogos aos ciclos de Kondratiev na economia moderna) dependentes de revoluções tecnológicas, mesmo na Idade Média e na Era Antiga .

## Crítica de ciclos longos

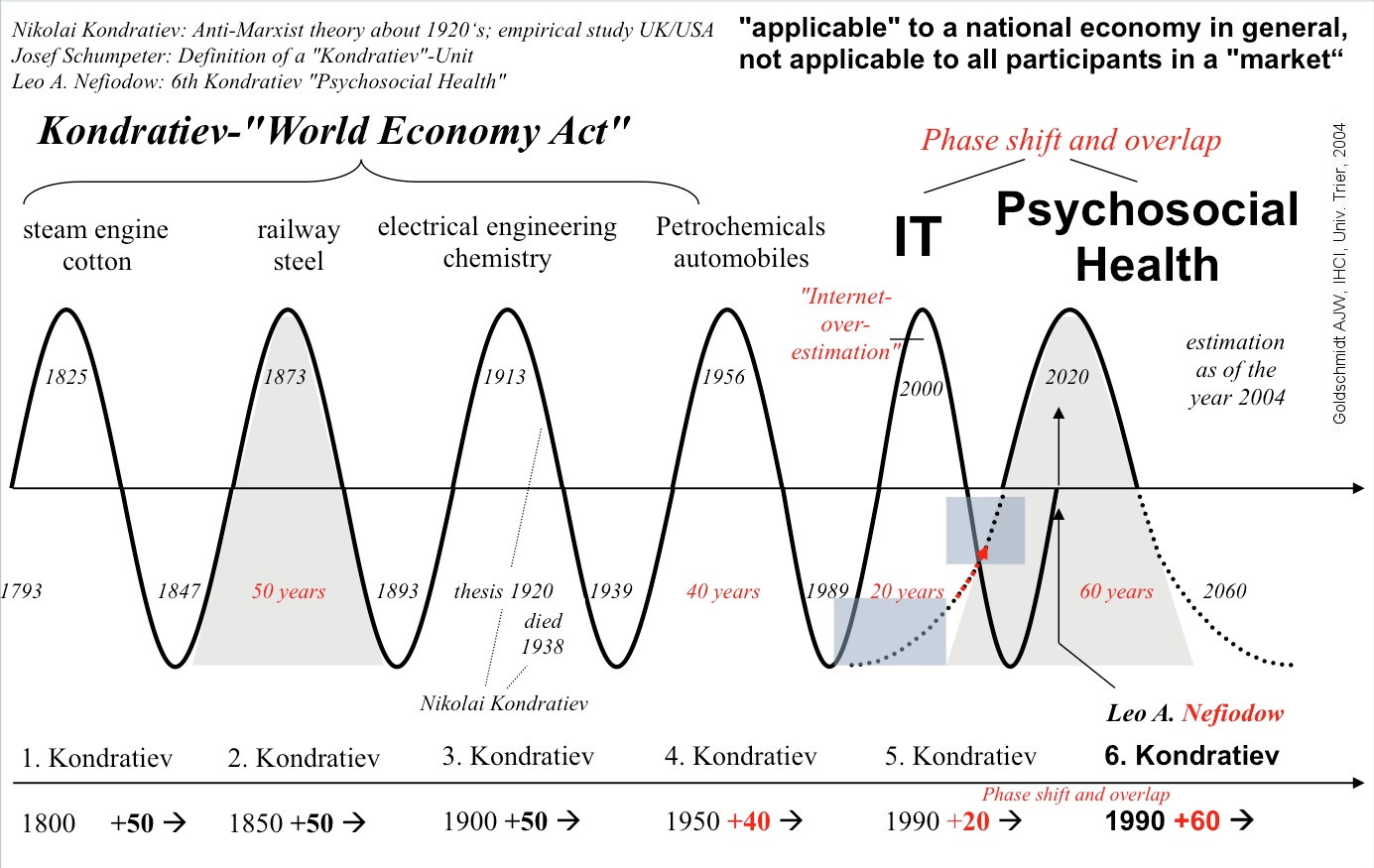
Ondas de Kondratiev associadas a ganhos em TI e saúde com mudança de fase e sobreposição, Andreas JW Goldschmidt, 2004

A teoria das ondas longas não é aceita por muitos economistas acadêmicos. No entanto, é importante para a economia baseada na inovação, desenvolvimento e evolução . No entanto, entre os economistas que o aceitam, não houve um acordo universal formal sobre os padrões que deveriam ser usados universalmente para definir o início e o fim dos anos de cada onda. O acordo de anos inicial e final pode ser de 1 a 3 anos para cada ciclo de 40 a 65 anos.
O economista da saúde e bioestatístico Andreas JW Goldschmidt buscou padrões e propôs que há uma mudança de fase e sobreposição dos chamados ciclos Kondratiev de TI e saúde (mostrado na figura). Ele argumentou que as fases de crescimento histórico em combinação com tecnologias-chave não implicam necessariamente na existência de ciclos regulares em geral. Goldschmidt é da opinião de que diferentes inovações fundamentais e seus estímulos econômicos não se excluem, visto que variam em sua duração e seus benefícios não se aplicam a todos os participantes de um mercado.